# 第二次世界大戰Online
《第二次世界大戰 Online：歐洲戰場》（英語：World War II Online: Battleground Europe），是一個於2001年6月6日發佈的在線多人第一人稱射擊電腦遊戲，其平台為Windows，而Apple Macintosh版本則於2002年發佈。遊戲背景為1940年至1943年第二次世界大戰歐洲戰場。它是一個擁有模擬戰場，一個合成的武裝戰鬥模擬遊戲。一個玩家可以操控一群戰鬥機、戰車、反坦克機槍、對空機槍和戰艦或以士兵身份戰鬥。遊戲以實時進行，而陣營有：德國、英國和法國。
世界地圖為無縫接軌，全天候都有戰事發生。遊戲設計力求真實，所有武器載具皆以二次大戰時期呈現。
游戏原称为“第二次世界大戰Online”，但于2006年被重新發佈並更名為现在的名称。游戏在中国大陆由快乐天成代理运营并更名为《激战海陆空》，并于2009年9月试运营。